# Hyalella
Genre
Hyalella est un genre de crustacés amphipodes de la famille des Hyalellidae.

## Liste des espèces
Selon ITIS (1er janvier 2025) :
- Hyalella azteca Saussure, 1858
- Hyalella inermis S. I. Smith, 1874
- Hyalella longicornis Bousfield, 1996
- Hyalella montezuma Cole & Watkins, 1977
- Hyalella muerta Baldinger, Shepard & Threloff, 2000
- Hyalella sandra Baldinger, Shepard & Threloff, 2000
- Hyalella texana Stevenson & Peden, 1973